# كايسا بارفيانان
كايسا بارفيانان (بالروسية: Парвиайнен, Катри)‏ (و. 1914 – 2002 م) هي رامية الرمح، ومنافسة ألعاب القوى من الإمبراطورية الروسية، وفنلندا، شاركت في الألعاب الأولمبية الصيفية 1948، والألعاب الأولمبية الصيفية 1952، توفيت في راوما، عن عمر يناهز 88 عاماً.

## روابط خارجية
- كايسا بارفيانان على موقع الاتحاد الدولي لألعاب القوى (الإنجليزية)
- كايسا بارفيانان على موقع اللجنة الأولمبية الدولية (الإنجليزية)
- كايسا بارفيانان على موقع أوليمبيديا (الإنجليزية)